# Aulogymnus bicolor
Aulogymnus bicolor is een vliesvleugelig insect uit de familie Eulophidae. De wetenschappelijke naam is voor het eerst geldig gepubliceerd in 1975 door Askew.